# 11019 Hansrott
11019 Hansrott este un asteroid din centura principală de asteroizi.

## Descriere
11019 Hansrott este un asteroid din centura principală de asteroizi. A fost descoperit pe 25 aprilie 1984 la Observatorul Kleť de Antonín Mrkos. Asteroidul prezintă o orbită caracterizată de o semiaxă mare de 2,39 ua, o excentricitate de 0,16 și o înclinație de 2,5° în raport cu ecliptica.